# Molí fariner del riu Anoia
El Molí fariner del riu Anoia és una obra del municipi de Martorell (Baix Llobregat) protegida com a bé cultural d'interès local.

## Descripció
Es conserva l'estructura arquitectònica del molí però no les moles ni altres elements fonamentals del molí.